# Agnès Mellon
Agnès Mellon est une soprano française spécialisée dans le répertoire baroque, née le 17 janvier 1958, à Épinay-sur-Seine.

## Formation
Agnès Mellon commence par étudier le violon au conservatoire d'Orléans.
Elle se réoriente ensuite vers le chant qu'elle étudie d'abord au Conservatoire d’Orléans, où elle prend des cours avec Denise Dupleix et Jacqueline Bonnardot. Puis à Paris avec Denise Dupleix, Jean Laurens et Nicole Fallien, puis à San Francisco avec Lilian Loran.

## Carrière
Agnès Mellon a commencé sa carrière au début des années 1980 avec l'ensemble de musique baroque Les Arts florissants, un des fers de lance du mouvement de renouveau de la musique baroque surnommé Baroqueux en France et en Belgique, créé et dirigé par William Christie. Avec cet ensemble, entre 1981 et 1993, elle a interprété Marc-Antoine Charpentier, Monteverdi, Luigi Rossi, Michel Lambert, Henry Purcell, Lully, Michel Pignolet de Montéclair, Rameau…
Elle était durant les années 1980 un des piliers de cet ensemble, aux côtés de Guillemette Laurens, Jill Feldman, Monique Zanetti, Dominique Visse, Étienne Lestringant, Michel Laplénie, Philippe Cantor, Gregory Reinhart, François Fauché, Antoine Sicot…
À partir de 1985, Agnès Mellon a également beaucoup travaillé sous la direction de Philippe Herreweghe, que ce soit avec La Chapelle royale (de 1985 à 1990) ou avec le Collegium Vocale de Gand (de 1990 à 1996), interprétant Charpentier, Heinrich Schütz, Monteverdi, Jean Gilles, Bach…
La fin des années 1980 voit Agnès Mellon collaborer avec l'ensemble belge Ricercar Consort, sous la direction artistique du musicologue liégeois Jérôme Lejeune.
Elle travaille ensuite avec de nombreux chefs comme Dominique Visse, René Jacobs, Marc Minkowski, John Eliot Gardiner, Christophe Rousset, Gérard Lesne…
Durant les années 1990 et 2000, elle s'oriente vers l'enseignement : elle donne des cours de chant (Yerres, Orléans, Orsay) ainsi que des Master-Class (Paris, Montréal, Académie de musique française de Kyoto).
En 1997, elle fonde son propre ensemble de musique baroque, l'Ensemble Barcarole, avec lequel elle fait en 2005 un retour au disque salué par la critique.
Agnès Mellon est mariée avec le contreténor Dominique Visse.

## Interprétations remarquables
Agnès Mellon a laissé des interprétations d'une intensité et d'une émotion exceptionnelles.
Elle est particulièrement à l'aise dans les « lamentos », les « plaintes », les airs funèbres et les requiems :
- le Lamento de la Vierge de l’Oratorio per la Settimana Santa de Luigi Rossi
- le monologue de Télaïre Tristes apprêts, pâles flambeaux dans Castor et Pollux de Jean-Philippe Rameau
- la Plainte de Cloris de la comédie-ballet Georges Dandin de Jean-Baptiste Lully
- La Mort de Didon de Michel Pignolet de Montéclair
- le Pianto di Maria (Pleurs de Marie) de Ferrandini
- Atys est trop heureux et Un amour malheureux de l'opéra Atys de Jean-Baptiste Lully
- Leçons de Ténèbres, Office du Vendredi Saint de Marc-Antoine Charpentier
- Requiem de Jean Gilles (avec Howard Crook, Peter Kooy et Hervé Lamy)
- Requiem de Gabriel Fauré (version 1893)

En 1992, elle interprète avec brio les airs d'Henry Purcell, habituellement interprétés par des contre-ténors comme Alfred Deller ou James Bowman.

## Discographie

### Avec Les Arts Florissants
- 1981 : Pastorale sur la Naissance de N.S. Jésus-Christ H.483 de Marc-Antoine Charpentier
- 1981 : Altri Canti de Claudio Monteverdi
- 1982 : In nativitatem Domini Nostri Jesu Christi canticum (In Nativitatem D.N.J.C. Canticum) H.414 de Marc-Antoine Charpentier
- 1982 : Les Arts florissants H.487 de Marc-Antoine Charpentier
- 1982 : Actéon H.481 de Marc-Antoine Charpentier
- 1982 : Antienne "O" de l'Avent H 37- 43 de Marc-Antoine Charpentier
- 1982 : Oratorios (Un peccator pentito, O Cecità del misero mortale) de Luigi Rossi
- 1983 : Pastorale sur la Naissance de Notre Seigneur Jésus-Christ H.483 de Marc-Antoine Charpentier
- 1983 : Sur la naissance de Notre Seigneur Jesus-Christ H.482 de Marc-Antoine Charpentier
- 1983 : In nativitatem Domini canticum H.416 de Marc-Antoine Charpentier
- 1983 : Il ballo delle ingrate de Claudio Monteverdi
- 1984 : Airs de Cour de Michel Lambert
- 1984 : Médée H.491 de Marc-Antoine Charpentier (Créuse)
- 1985 : Le Reniement de Saint Pierre H.424 de Marc-Antoine Charpentier (Ostiaria)
- 1986 : Dido and Æneas de Henry Purcell (Première sorcière)
- 1987 : Atys de Jean-Baptiste Lully (Sangaride)
- 1988 : La Mort de Didon de Michel Pignolet de Montéclair
- 1989 : Oratorio per la Settimana Santa de Luigi Rossi (la Vierge)
- 1991 : Orfeo de Luigi Rossi (Orfeo)
- 1992 : Pygmalion (Céphise) et Nélée et Myrthis (Myrthis) de Jean-Philippe Rameau
- 1993 : Castor et Pollux de Jean-Philippe Rameau (Télaïre)

Tous ces enregistrements sont parus chez Harmonia Mundi France.

### Avec l'ensemble Clément Janequin
- 1983 : Octonaires de la vanité du Monde de Paschal de L'Estocart
- 1987 : Les Sept Paroles du Christ en croix de Heinrich Schütz
- 1994 : Une fête chez Rabelais : Chansons et pièces instrumentales

Ces enregistrements sont parus chez Harmonia Mundi France.

### Avec la Chapelle Royale
- 1985 : Motet Pour l'Offertoire de la Messe Rouge H.434 et Miserere H.219 de Marc-Antoine Charpentier. Diapason d'or
- 1987 : Musikalische Exequien de Heinrich Schütz
- 1987 : Vespro della Beata Vergina de Claudio Monteverdi (Chapelle Royale, Collegium Vocale, Saqueboutiers de Toulouse)
- 1988 : Requiem version 1893 - Gabriel Fauré et messe des pecheurs de villerville - Gabriel Fauré/André Messager
- 1990 : Requiem de Jean Gilles
- 1990 : Magnificat BWV 243 de Jean-Sébastien Bach

Tous ces enregistrements sont parus chez Harmonia Mundi France.

### Avec La Grande Écurie et La Chambre du Roy
- 1987 : Vêpres solennelles H.540, H.190, H.50, H.149, H.52, H.150, H.51, H.161, H.191, H. 65, H.77, de Marc-Antoine Charpentier (CBS Sony)
- 1991 : Messe à 4 Chœurs H.4 de Marc-Antoine Charpentier (Erato)

### Avec le Ricercar Consort
- 1988 : Deutsche Barock Kantaten (III) (Schein, Tunder, Buxtehude)
- 1989 : Deutsche Barock Kantaten (V) (Hammerschmidt, Selle Schein, Schütz, Tunder, Weckmann, Lübeck)
- 1989 : Motets à deux voix d'Henry Du Mont

Tous ces enregistrements sont parus chez Ricercar.

### Avec le Collegium Vocale de Gand
- 1990 : Missæ BWV 234 & 235, Sanctus BWV 238 de Jean-Sébastien Bach
- 1991 : Missæ BWV 233 & 236 de Jean-Sébastien Bach
- 1993 : Cantates BWV 39, 93 et 107 de Jean-Sébastien Bach
- 1996 : Geistliche Chormusik de Heinrich Schütz

Tous ces enregistrements sont parus chez Virgin Classics.

### Avec l'ensemble Barcarole fondé et dirigé par Agnès Mellon
- 2005 : Médée, Ariane, Circé, Héro…les Déesses outragées, cantates de Louis-Nicolas Clérambault, Philippe Courbois et François Colin de Blamont

### Enregistrements divers
- 1987 : Duos et Cantates de Giacomo Carissimi, Concerto Vocale, dir. René Jacobs
- 1987 : Vêpres Solennelles de Marc-Antoine Charpentier, dir. Jean-Claude Malgoire (CBS - Sony)
- 1988 : Les Comédies-Ballets de Lully-Molière, Les Musiciens du Louvre, dir. Marc Minkowski
- 1988 : Scylla et Glaucus de Jean-Marie Leclair, Monteverdi Choir & English Baroque Soloists, dir. John Eliot Gardiner
- 1992 : Stabat Mater de Luigi Boccherini, Ensemble 415, Dir. Chiara Banchini
- 1992 : Songs from Orpheus Britannicus de Henry Purcell par Agnès Mellon, Christophe Rousset, Wieland Kuijken
- 1993 : Cantiques Spirituels de Jean Racine de Pascal Collasse, Les Talens Lyriques, dir. Christophe Rousset
- 1993 : Motets à une ou deux voix de Daniel Danielis, Les Talens Lyriques, dir. Christophe Rousset
- 1993 : Leçons de Ténèbres, Office du Vendredi Saint de Marc-Antoine Charpentier, Il Seminario Musicale, dir. Gérard Lesne
- 2003 : Maria, Madre de Dio (Handel, Ferrandini, Scarlatti), ensemble Arion, dir. Monica Huggett

## Rôles à l'opéra
- Actéon de Marc-Antoine Charpentier (Diane)
- Médée de Marc-Antoine Charpentier (Créuse)
- Atys de Jean-Baptiste Lully (Sangaride)
- Orfeo de Luigi Rossi (Orfeo)
- Castor et Pollux de Jean-Philippe Rameau (Télaïre)
- Scylla et Glaucus de Jean-Marie Leclair (Vénus)